# Benito Durante
Benito Durante (f.2005) fue un luchador profesional italiano, famoso por integrar la troupe de Martín Karadagián en Titanes en el Ring.

## Carrera
Durante comenzó su carrera en los años 60 en Titanes en el Ring, en 1972 peleó contra Rubén Peucelle en el Luna Park, y un año más tarde participó de la película Titanes en el ring. 
Retirado de la Lucha Libre Benito Durante se dedicó a la gastronomía, abrió el restaurante il Commendatore en la ciudad de Valeria del Mar.